# مويس بويدا
مويس بويدا (بالإنجليزية: Moise Poida)‏ (مواليد 2 أبريل 1978) لاعب كرة قدم فانواتي دولي يجيد اللعب في خط الهجوم . يلعب حاليا لصالح نادي تافيا الفانواتي .

## روابط خارجية
- مويس بويدا على موقع الاتحاد الدولي (مؤرشف)  (الإنجليزية)
- مويس بويدا على موقع قاعدة بيانات كرة القدم.إي يو (الإنجليزية)
- مويس بويدا على موقع ناشيونال فوتبول تيمز (الإنجليزية)
- مويس بويدا على موقع كووورة
- مويس بويدا على موقع أوليمبيديا (الإنجليزية)